# 藤田浩毅
藤田 浩毅（ふじた ひろき、1964年 - ）は、日本のマグロ仲卸業者、（株）フジタ水産社長。
1964年、東京都生まれ。大学卒業後、親の店で働く。マグロのセリに参加する資金を貯める為に、切り身加工のアルバイトをする。その後、仲卸業者となり、フジタ水産を設立して社長となる。2009年時点で、『ミシュランガイド東京2008』に載った寿司屋などにマグロを卸している。

## テレビ出演
- 2009年1月20日 - 『プロフェッショナル 仕事の流儀・第107回「まぐろ一徹、意地を張れ」』

## DVD
- 2009年 - 『プロフェッショナル 仕事の流儀 まぐろ仲買人 藤田浩毅の仕事 まぐろ一徹、意地を張れ』 NHKエンタープライズ

## 関連書籍
- 2010年 - 『プロフェッショナル 仕事の流儀Ⅱ 2008-2009』 NHK「プロフェッショナル」制作班（著） ISBN 978-4-591-11532-9

## 参考資料
- 『プロフェッショナル 仕事の流儀』（NHK総合テレビジョン）2009年1月20日放送